# 野中剛
野中 剛（のなか  つよし、1966年1月26日 - ）は日本の玩具工業デザイナー、プランナー、イラストレーター。北海道生まれの神奈川県育ち。
東京デザイナー学院工業デザイン科卒。かつてバンダイとプレックスに所属していた。村上克司の直系弟子。

## プロフィール
東京デザイナー学院在学中に、当時フリーの企画プロダクションだったスタジオOXにて、杉田篤彦らと共に『テレビマガジン』誌上で『トランスフォーマー』などのイラストを手がけた。学校卒業後は1987年にバンダイへ入社し、玩具模型事業部第一部に配属される。村上克司の直系弟子として、男児向け玩具を多く担当した。
『闘将!!拉麵男』の商品を手がけたのが初仕事であり、以後は「ガンダムクロス」、「リアルタイプガンダムクロス」（後者はキービジュアルも担当）などのガンダム玩具、『機動刑事ジバン』から『テツワン探偵ロボタック』までのメタルヒーローシリーズ、『きんぎょ注意報!! 』、『恐竜戦隊ジュウレンジャー』以降のスーパー戦隊シリーズ、『ウルトラマンティガ』以降の平成ウルトラシリーズ、『仮面ライダークウガ』から『仮面ライダーカブト』までの平成仮面ライダーシリーズ、『出撃!マシンロボレスキュー』以降のマシンロボシリーズ、『明日のナージャ』、超合金魂などを手がける。
初期の担当製品「スーパーロボット大作戦」（1990年発売）では、自ら所蔵していたロマンアルバムなどを資料に用いて製品用画稿を手掛けている。
2001年からプレックスに6年間出向し、バンダイへ戻った後は2010年4月にプレックス香港へ転属し、支店長となる。2011年3月に新設されたプレックスUSAへ転属し、香港からカリフォルニア州へ移住する。香港とアメリカではパワーレンジャーシリーズなどの日本国外向け商材の企画デザインを手がけており、アメリカでは『ベン10』、『ベイマックス』なども手がけた。2014年夏に日本へ帰国して退職し、フリーになっている。
最初期に超合金魂のコンセプトモデルを作成した井上剛（たけし）から引き継ぐ形でGX-01の製品フォーマット、ひいては超合金魂の製品コンセプトを大筋で固めた。『レンジャーズストライク』の一部イラストも手がけている。

## 連載
- 世界の特撮から（宇宙船 vol.129--vol.141）
- 特撮海外特派員（宇宙船 vol.142-vol.146）
- RPSF RESCUE POLICE SECRET FILES（宇宙船 vol.147-）

## 主な参加作品
- 『闘将!!拉麵男』（1988年、トイデザイン）[3]
- 『機動刑事ジバン』（1989年、トイデザイン）[3]
- 『特警ウインスペクター』（1990年、トイデザイン）[3]
- 『恐竜戦隊ジュウレンジャー』（1992年、トイデザイン）[3]
- 『劇場版 仮面ライダーアギト PROJECT G4』（2001年、キャラクターデザイン）[9]
- 『劇場版 仮面ライダー龍騎 EPISODE FINAL』（2002年、キャラクターデザイン）[9]
- 『劇場版 仮面ライダー555 パラダイス・ロスト』（2003年、キャラクターデザイン）[9]
- 『劇場版 仮面ライダー剣 MISSING ACE』（2004年、キャラクターデザイン）[9]
- 『劇場版 仮面ライダー響鬼と7人の戦鬼』（2005年、デザインワーク）
- 『劇場版 仮面ライダーカブト GOD SPEED LOVE』（2006年、キャラクターデザイン）
- 『破裏拳ポリマー』（2017年、キャラクターデザイン）
- 『スペース・スクワッド ギャバンVSデカレンジャー』（2017年、キャラクターデザイン）[9]
- 『ガールズ・イン・トラブル スペース・スクワッド EPISODE ZERO』（2017年、キャラクターデザイン）[9]
- 『SSSS.GRIDMAN』（2018年、アシストウェポンデザイン）[10]
- 『SSSS.DYNAZENON』（2021年、ダイナゼノンデザイン）[11]
- 『ザ・ハイスクール ヒーローズ』（2021年、キャラクターデザイン）
- 『スーパー戦闘 純烈ジャー』（2021年、キャラクターデザイン）
- 『グリッドマン ユニバース』（2023年、ダイナゼノンデザイン[12]）
- 『スーパーロボット大戦Y』（2025年、ダイナゼノンリライブデザイン）